# Deçan (gmina)
Deçan (alb. Deçan; serb. Дечани, tur. Deçan) − gmina w Kosowie, należąca do statystycznego regionu Gjakova. Siedzibą władz gminy jest miasto o tej samej nazwie.

## Geografia
Miasto Deçan położone jest w regionie gór północnoalbańskich, otoczone górą Beleg.

## Lista wiosek i osiedli
Lista wiosek i osiedli gminy Deçan:
| Język albański      | Język serbsko-chorwacki |
| ------------------- | ----------------------- |
| Baballoq            | Babaloć                 |
| Carrabreg i Epërm   | Gornji Crnobreg         |
| Carrabreg i Poshtem | Donji Crnobreg          |
| Drenoc              | Drenovce                |
| Dubovik             | Dubovik                 |
| Gramaçel            | Gramočelj               |
| Jasiq               | Jasić                   |
| Kodrali             | Kodralija               |
| Lëbushë             | Ljubusa                 |
| Lloqan              | Locan                   |
| Lumbardh            | Bistrica                |
| Maznik              | Maznik                  |
| Pobergjë            | Pobrđe                  |
| Papiq               | Papić                   |
| Pepsh               | Pepša                   |
| Posar               | Požar                   |
| Prilep              | Prilep                  |
| Rastavica           | Rastavica               |
| Ratish i Epërm      | Gornji Ratiš            |
| Razniq              | Rznić                   |
| Beleg               | Beleg                   |
| Shaptej             | Šaptej                  |
| Sllup               | Slup                    |
| Strellc i Epërm     | Gornji Streoc           |
| Strellc i Poshtem   | Donji Streoc            |
| Voksh               | Vokša                   |
| Vranoc i Vogël      | Mali Vranovac           |

## Demografia
W 2011 roku ludność gminy liczyła 38 984 mieszkańców, w 2014 roku zaś, 40 847 mieszkańców.

## Kultura
Kultura w gminie Deçan, jak i w okolicznych gminach jest bardzo bogata i unikalna. Jest to głównie kultura związana z Albanią, gdyż to oni stanowią większość mieszkańców. Na współczesny kształt kultury tego regionu ma wpływ zarówno nurt tradycyjnych elementów, począwszy od starożytnych i pogańskich wierzeń, ale także spotkać w niej można elementy współczesne połączone z tradycją chrześcijańską.

### Stroje ludowe

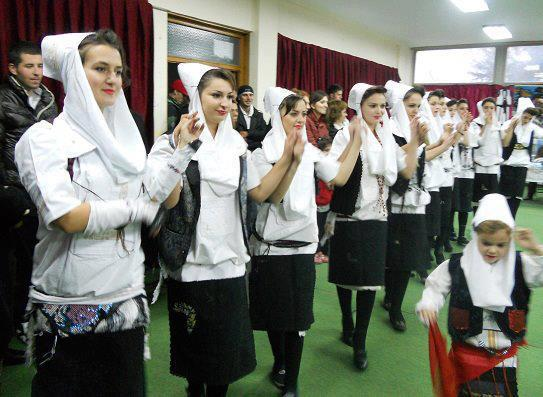
Stroje ludowe kobiet

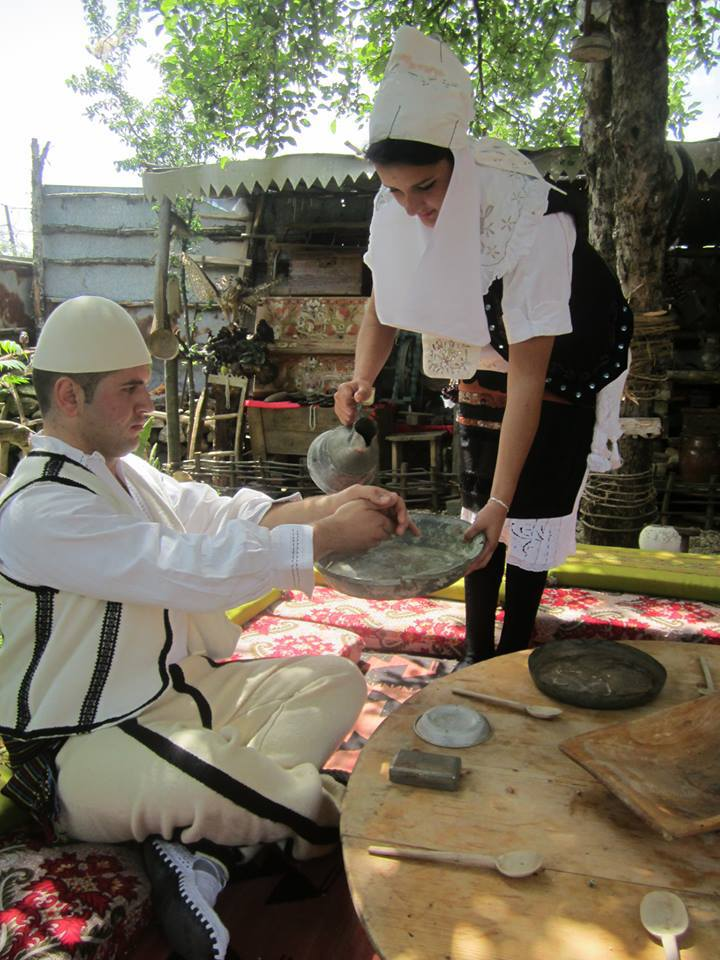
Stroje ludowe w gminie Deçan

Ubrania ludowe stanowią istotny element kultury Albańczyków. Ludzie w tym kraju do czasów współczesnych doceniają wartość tego elementu kultury i stanowią ich domenę. Niemal każda "strefa etnograficzna" Kosowa ma swoje specyficzne stroje ludowe, a zdarza się także że różnią się one nawet w obrębie jednej strefy (czasem zdarza się, że stroje ludowe dwóch sąsiednich wiosek różnią się niewielkimi elementami). Stroje ludowe były noszone w latach 50. XX wieku, obecnie zaś jedynie osoby starsze (zwłaszcza mężczyźni) noszą je na co dzień. Wspomnieć należy, że w wioskach nie tylko starsze, ale i młode kobiety noszą sukienki będące elementem stroju ludowego, przy czym sukienki młodszych kobiet są znacznie skromniejsze.

### Potrawy
Najbardziej popularne w tym regionie są dania mięsne, a także wiele dań z ryb słodkowodnych. Popularne są tutaj takie dania jak: baklava, börek, czy llokuma.
Specjalności regionu:

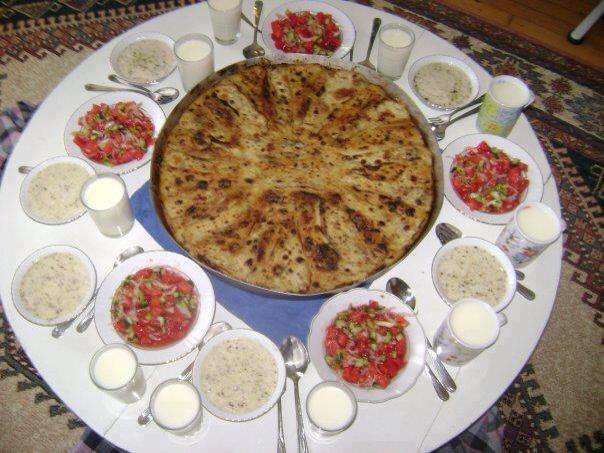
Tradycyjny posiłek mieszkańców Kosowa

- Flija (wielowarstwowe ciasto z nadzieniem jogurtowym)
- Raznjici (nadziewane mięso)
- Hajvar (pasta paprykowa)
- Qebab (grillowane na węglu drzewnym mięso mielone)
- Sarma lub japrak (liści winorośli lub kapusta faszerowana mięsem i ryżem)
- Pliskavica (paszteciki mięsne z wołowiny i jagnięciny)

Napoje krajowe:
- Kosowskie wina, zwłaszcza Velika Hocha
- Kafe Turke (turecka kawa)
- Rakija (mocny napój alkoholowy zazwyczaj wykonany z winogron)
- Reçel (mocna śliwowica)